# Bezirk Eimsbüttel
Bezirk Eimsbüttel er et af syv bezirke i den tyske bystat Hamborg. Det er hjemsted for Universität Hamburg samt Universitätsviertel (universitetskvarteret) i bydelen Rotherbaum.
Den sydøstlige del af bezirket er tæt bebygget med ældre etageejendomme. I bydelene Rotherbaum og Hervesterhude, er der villakvarterer i områder beliggende tæt på floden Alster. Bydelene Hoheluft-West og Eimsbüttel er populære urbane beboelsesområder på grund af deres nærhed til den indre by. Mod nordvest tilslutter bydelene Stellingen og Lokstedt sig med forstadsbyggeri, som i det fjerne, afbrudt af grønne områder, går over i byggerier med enfamiliehuse i bydelene Eidelstedt, Schnelsen og Niendorf.

## Geografi
Bezirket grænser i øst op til Alster, i syd og sydvest udgøres grænsen af vejene Schröderstiftstraße, Kleiner Schäferkamp og Altonaer Straße, dernæst af Hamburg-Altona-forbindelsesjernbanen og det videre jernbaneforløb i retning mod nord. I nordøst grænses der op til lufthavnen Flughafen Hamburg. I nordvest grænses der op til delstaten Schleswig-Holstein.

## Historie
Som bezirk har Eimsbüttel kun en kort historie. Den 21. september 1949 vedtog Hamborgs borgerskab Gesetz über die Bezirksverwaltung in der Freien und Hansestadt Hamburg (lov om bezirkforvaltning i Hamborg), som trådte i kraft den 11. maj 1951. Bezirk Eimsbüttel blev oprettet samtidig med de seks andre bezirke i Hamborg, og navngivet efter bydelen Eimsbüttel. Dele af bezirket hørte tidligere til landkommuner i delstaten Schleswig-Holstein og til den tidligere selvstændige by Altona. Dermed har bezirket i modsætning til de tidligere preussiske storbyer Altona, Wandsbek og Harburg ingen samlet forhistorie. Derimod har bydelene, der udgør bezirket, forhistorier.
Bydelen Eimsbüttel, der har givet navn til bezirket, blev nævnt første gang i 1275 som Kerneimsbüttel, men blev først i 1884 overført fra Holstein til Hamborg. Meget senere fulgte de øvrige bydele. Indtil vedtagelsen af loven om Storhamborg fra 1937, var bydelene Stellingen og Eidelstedt således forstæder til Altona/Elbe. Lokstedt, Niendorf og Schnelsen udgjorde fra 1927 den udvidede kommune Gemeinde Lokstedt (tilhørende Kreis Pinneberg).

## Natur
Eimsbüttel er et af de få bezirke i Hamborg, som ikke har naturbeskyttelsesområder. Kun i det nordlige Niendorf, ved grænsen til Schleswig-Holstein og direkte op til lufthavnens startbane 2, ligger landskabsbeskyttelsesområdet Ohmoor. På grund af sin beliggenhed uden for Hamborgs centrum, er der dog talrige større og mindre parker i bezirket.

## Transport

### Bil
Motorvejene A7/E45 og A23 løber gennem den vestlige del af bezirket. I 1960'erne blev motorvejen anlagt i Bezirk Eimsbüttel, som omfartsvej uden om Eidelstedts centrum, hvorigennem nord-syd-trafikken hidtil havde kørt. Efter åbningen af den nye Elbtunnel i 1975 og åbningen i 1978 af forbindelsen til den danske grænse, er den blevet en vigtig nord-syd-trafikforbindelse i Europa.
Tilkørslerne Hamburg-Stellingen, Hamburg-Schnelsen og Hamburg-Schnelsen-Nord til A7/E45, samt tilkørslen Hamburg-Eidelstedt til A23 ligger i bezirket. Motorvejen skal efter en planlagt udvidelse til otte spor, overdækkes i bydelene Stellingen (980 meter) og Schnelsen (560 meter), på grund af støjforurening. Oven på de overdækkede dele af motorvejen, skal der etableres grønne områder.

### Jernbane
Bezirkets vigtigste jernbanestation til fjerntrafik er Bahnhof Hamburg Dammtor, der betjenes af Deutsche Bahn.

#### S-Bahn
Den 1. oktober 1907 blev de første elektriske tog taget i drift i Hamborg. Fra den 29. januar 1908 blev Hamburg-Altonaer Stadt- und Vorortbahn i hele sin længde udelukkende betjent af elektriske tog. Disse datoer anses for begyndelsen på Hamborgs S-Bahn (S-tog). S-Bahn berører hhv. gennemkører nu bezirket med linje S11, S21 og S31 på banegården Dammtor samt S3 og S21 ved stationerne Langenfelde, Stellingen, Eidelstedt og Elbgaustraße.

#### AKN
Banegården i Eidelstedt er den sydlige endestation for AKN (linje A1, strækningen Hamburg-Altona–Kaltenkirchen–Neumünster) til Kaltenkirchen. I bezirket er der desuden stationerne Eidelstedt Zentrum, Hörgensweg, Schnelsen og Burgwedel. Der er forbindelse med S-Bahn til Altona og til Jungfernstieg (S3) hhv. i retning mod Holstenstraße og Dammtor (S21). Kun få kørsler gennemføres direkte til hovedbanegården. Trafikministeriet i delstaten Schleswig-Holstein, planlægger på et tidspunkt at ombygge strækningen til S-Bahn.

#### U-Bahn
De første stationer i bezirket i Hamborgs U-Bahn (undergrundsbane) blev bygget i 1912. I 1913 blev forgreningsstrækningen Schlump-Christuskirche anlagt, og den fortsatte i 1914 til Hellkamp. Nu gennemløbes bezirket af linje U1 med stationerne Hallerstraße og Klosterstern, linje U2 fra Schlump til Niendorf Nord, samt linje U3 med stationerne Schlump og Hoheluftbrücke.

### Bus
Bustrafikken drives primært af fire metrobuslinjer. Linje M4 forbinder den indre by med universitetet og fortsætter gennem bydelene Eimsbüttel og Stellingen til Eidelstedt. Linje M5 kører på store dele af sin rute i sin egen bane midt på vejene. M5 forbinder den indre by og Universitätsviertel med Lokstedt, Niendorf og Schnelsen. Linje M15 kommer fra Othmarschen og Altona og kører gennem Universitätsviertel til Alsterchaussee. Linje M22 kommer fra Blankenese og forbinder Stellingen og Lokstedt med Eppendorf. Desuden er der et antal bybuslinjer.
Buslinjerne drives af trafikselskaberne Hamburger Hochbahn (HHA) og Verkehrsbetriebe Hamburg-Holstein (VHH), der indgår i trafiksammenslutningen Hamburger Verkehrsverbund (HVV).